# サラール族
サラール族、またはサラ族（撒拉族、英語:Salar）は、中華人民共和国に居住するテュルク系民族で、少数民族の一つである。イスラム教を信仰し、2000年の第5次全国人口普査統計では人口は104,503人で、中国政府が公認する56の民族の中で36番目に多い。
サラール族は青海省の循化サラール族自治県、化隆回族自治県、甘粛省の積石山バオアン族ドンシャン族サラール族自治県、新疆ウイグル自治区のイリ・カザフ自治州などに居住している。

## 起源
サラール族は中央アジアのサマルカンドから東進してきたオグズ族がチベット人、漢人、回族と混交した結果に形成された民族で、人種はモンゴロイドに属する。

## 歴史
1781年、サラール族の反乱は清朝に鎮圧され、全人口の40%ほどが殺害された。

## 自治地方

### 自治県
- 甘粛省
  - 積石山バオアン族ドンシャン族サラール族自治県
- 青海省
  - 循化サラール族自治県

## 文化
サラール族の伝統衣装は回族と似かよっている。男は髭を蓄え、白色の上着、白色か黒色の頭蓋帽を着用している。未婚の妙齢女性は明るい色の漢族風のドレス、即婚女性は白色か黒色のベールを加えて着用する。
サラール族はKouxuanと呼ばれる弦楽器を持ち、これは銀か銅で作られ、女性のみが演奏する。
サラール族の離婚は夫からの要請からでしかなされないが、その手順は非常に単純なものである。離婚するには男が女にそう伝えるだけでよく、女は住居を離れ男は再婚を自由にできる。

## 言語
三分の一ほどのサラール族だけがサラール語、一部がチベット語を使い、大半は漢語（中国語）を理解しそれをコミュニケーションに使用する。サラール語は二つの方言を持ち、その相違は専ら片方がチベット語及び漢語、もう片方がウイグル語及びカザフ語に影響を受けたことによる。サラール語はトルクメン語と類似性を有している。伝統的に、アラビア文字を使用するが、アラビア語やペルシア語からの借用語彙は比較的少ない。

### 文字
サラール語はアラビア文字もしくはラテン文字で書かれる。起源としてはアラビア文字のほうが古く、一般的であった。

#### アラビア文字
近年にいたるまで、サラール語を表記する唯一の文字はアラビア文字であった。これは宗教教育や日常文で使用され、一定程度の使用者数を誇ったが、中華人民共和国における民族教育などの公の場での使用にはいたらなかった。サラール族における漢語の併用率の高さを示すように、この表記法は当該地域の漢族ムスリム（回族）の使用する官話（中国語）のアラビア文字表記、『小児錦』と表記法が共通する部分が多い。

#### ラテン文字
2008年7月に中国政府の命令で制定された、ラテン文字によるサラール語表記法。アラビア文字による表記法とは別個に、上から与える形で制定された。サラール語教育に使用される予定である。また、初のサラール語映画が吹き替えで漢族向けにも上映されたが、ここではラテン文字表記のサラール語が字幕で登場した。中国政府の担当者は、上記のアラビア文字表記法は一般の人にあまり普及していなかったので、ラテン文字による表記法を作り、民族教育に使用する予定であるとしている。